# Лонгви (кантон)
Лонгви (фр. Longwy) — кантон во Франции, находится в регионе Лотарингия. Департамент кантона — Мёрт и Мозель. Входит в состав округа Брие. Население кантона на 2011 год составляло 14439 человек.				
Код INSEE кантона 54 16. Всего в кантон входит единственная коммуна Лонгви.

## Коммуны кантона
| Коммуна | Население | Почтовый индекс | Код INSEE |
| ------- | --------- | --------------- | --------- |
| Лонгви  | 14 521    | 54400           | 54323     |